# 生方美智子
生方 美智子（うぶかた みちこ、1928年〈昭和3年〉5月7日 - 2023年〈令和5年〉1月14日）は、日本の料理研究家。サロン・ド・ウブカタを主宰。

## 生涯
群馬県沼田市生まれ。歌人の生方たつゑと、のち国家公安委員となる生方誠の長女として生まれる。日本女子大学卒業後、飯田深雪に師事。1968年に独立し、テレビ、新聞、雑誌で料理研究家として活動した。1974年夫の生方（旧姓・鹿島）慶三を失う。1986年林雅子の設計で蔵を活用して生方記念文庫を開館。同文庫は1993年6月にたつゑの意志により沼田市へ寄贈された。

## 著書
- 『1年じゅう楽しめるシチューと煮込み』1973　主婦の友文庫
- 『ひき肉料理 パパにも子どもにも』1974　主婦の友文庫
- 『テーブルクッキング』ひかりのくに・料理ハンドブック　1975
- 『シチューと煮込み 一年じゅう楽しめる』主婦の友社　1985
- 『母とのたたかい 時代をこえる女の生き方』リヨン社　1985
- 『生方美智子のテーブルコーディネイト』求竜堂　1995
- 『生方美智子の続テーブルコーディネート』求龍堂　2001

## 参考
- 「生方たつゑ氏略年譜」『短歌研究』2000年3月
- 『母とのたたかい』[要文献特定詳細情報]